# Kosmos Band I
Der Kosmos Band I ist der 1845 erschienene erste Band von Alexander von Humboldts Werk „Kosmos. Entwurf einer physischen Weltbeschreibung“. Humboldt begann im Jahre 1834 mit der Arbeit am „Kosmos“. Das Gesamtkonzept sollte zu einer Darstellung der Natur zunächst in der Objektivität der äußeren Erscheinung und dann im Reflex auf das Innere des Menschen erfolgen. Die Systematik ist derart angelegt, dass die Darstellung von einem uranologischen Teil (der Lehre von den Sternen), ausgehend von den Sternen und Nebeln, zu einem tellurischen Teil (der Lehre von Gestalt und Leben der Erde) führt oder wie Humboldt es ausdrückt: sie beginnt mit „den Sternen, die in den entferntesten Theilen des Weltraumes zwischen Nebelflecken aufglimmen und steigt durch unser Planetensystem bis zur irdischen Pflanzendecke und zu den kleinsten, oft von der Luft getragenen, dem unbewaffneten Auge verborgenen Organismen herab.“

## Die einführende Vorrede
In seiner Vorrede (Potsdam, Nov. 1844) zum ersten Band des Kosmos schildert Humboldt die Entstehungsgeschichte des Gesamtwerks. Er erklärt den Tenor des Kosmos, nämlich die Natur nicht zerfallen in unzählige Spezialdisziplinen darzustellen, sondern dem Leser die „Natur als ein durch innere Kräfte bewegtes und belebtes Ganzes“ zu vergegenwärtigen. Nach seiner Ansicht sind es die Einzelheiten der Naturbetrachtungen, die sich zu einem Ganzen ergänzen.
Humboldt bezeichnet es als sein besonderes Glück, dass er bei seinen Erdumsegelungen nicht nur die üblichen Küstenländer gesehen habe, sondern weit in das Landesinnere eingedrungen sei. Er stellt fest, dass es möglich sei, die aktuellen Erkenntnisse der siderischen (also der astronomischen, später nutzt er hierfür den Begriff uranologisch) und der tellurischen (der irdischen) Erscheinungen in einem Werk zu behandeln, da sich nur so ein Verständnis im Gesamtzusammenhang ergibt. So wird aus dem von ihm zunächst gewählten Begriff der „physischen Erdbeschreibung“ alsbald eine „physische Weltbeschreibung“.
Im Weiteren geht Humboldt auf seine vorangegangenen Kosmosvorlesungen ein und betont, dass diese mit dem späteren gedruckten Werk des „Kosmos“ nichts weiteres miteinander gemeinsam haben, als die Reihenfolge der Gegenstände ihrer Betrachtung. Allerdings macht er hiervon eine Ausnahme und weist den Leser darauf hin, dass die im folgenden Abschnitt behandelten „einleitenden Betrachtungen“ in Form einer Rede aufgeschrieben sind, die sich eng an die Vorträge anlehnt. Anschließend führt Humboldt den Leser durch den Inhalt des Bandes, beginnend bei 
- „Einleitenden Betrachtungen über die Verschiedenartigkeit des Naturgenusses und die Ergründung der Weltgesetze“ über die
- „Begrenzung und wissenschaftliche Behandlung der physischen Weltbeschreibung“ hin zu einem
- „allgemeinen Naturgemälde als Übersicht der Erscheinungen im Kosmos.“

Abschließend äußert Humboldt sein Bedauern darüber, dass sich mancher durch die schnelle Veränderung und Erweiterung des Wissens auf allen Gebieten entmutigen lassen könne und frühere Erkenntnisse als veraltet ansieht. Vielmehr solle man, so Humboldt, die schon geschaffenen Erkenntnisse als eine feste und schwer zu erschütternde Grundlage erfassen. Ein grundlegender Versuch der Erklärung der Natur könne auch in späteren Zeiten nicht vollkommen unbedeutend werden.

## Inhalt

### Einleitende Betrachtungen über die Verschiedenartigkeit des Naturgenusses
Lediglich dieser Abschnitt des Kosmos wird direkt auf eine Vorlesung in der Sing-Akademie zu Berlin am 6. Dezember 1827 bezogen.
In seinen ersten Worten bittet Humboldt seine Zuhörer um Nachsicht darüber, dass es ihm aufgrund der beschränkten zur Verfügung stehenden Zeit vielleicht nicht immer gelingen werde, die Natur der Erscheinungen auf der Erde und im Weltall im richtigen Umfang darzustellen. Er sei auch durch seine häufigen Reisen nicht so sehr an öffentliche Vorträge gewöhnt und könne sich vielleicht nicht immer mit der nötigen Klarheit ausdrücken.
Da der Begriff des „Naturgenuss“ für Humboldt ein zentraler ist, der seine Art der Darstellung von der Art anderer, wissenschaftlicher Darstellungen abgrenzen soll, geht er im Weiteren im Detail auf die nach seiner Ansicht verschiedenen Arten dieses Genusses ein.
Einmal, so Humboldt, könne der Mensch eine einfache Freude an den Erscheinungen der Natur entwickeln, so, wie das womöglich ein Angehöriger eines Naturvolkes auf einer frühen Entwicklungsstufe tun würde.
Anders der Naturgenuss des gebildeten Menschen der Neuzeit, der die Natur mit seinen Sinnen empfindet und zugleich mit seinem Verstand nach Erklärungen sucht. Diese beiden Formen schließen sich jedoch nicht gegenseitig aus.
Detailliert stuft Humboldt die Betrachtung ab und zeigt anhand von Beispielen und eigens erlebten Anekdoten die unterschiedlichen Tiefen der sinnlichen Naturwahrnehmung. So schreibt er der individuellen Wahrnehmung des Gesamtbildes einer Landschaft oder der Naturgewalten eine besondere Bedeutung zu.
Die gedankliche Verknüpfung großer (Zeit-)räume gibt Humboldt die Gelegenheit, auf die Gefahr des Festhaltens an physischen Dogmen und falschen Beobachtungen aufmerksam zu machen. Dieses Verhalten verhindere nicht nur den Fortschritt, sondern behindere auch eine „großartige Betrachtung des Weltenbaus.“
Trotz aller empfindsamen Betrachtungen über den Naturgenuss bleibt Humboldt ein genauer Beobachter, der auch auf wissenschaftlich-mathematische Methoden besonderen Wert legt. Er betont ausdrücklich, dass die fortschreitenden Erkenntnisse und tieferen Einblicke in das Wesen der Natur einem sinnlichen Naturempfinden nicht im Wege stehen und dass beispielsweise auch der wissenschaftliche Astronom (er nennt hier als Beispiel seinen Freund Arago) neben seinen Beobachtungen am Doppelspalt Freude am Leuchten der Sterne empfinden könne. Man merkt, für Humboldt lässt die wissenschaftliche Erkenntnis nicht das Gefühl erkalten, sondern ermöglicht vielmehr Freuden einer höheren Intelligenz, die die Mannigfaltigkeit in Einheit auflöst.

### Begrenzung und wissenschaftliche Behandlung einer physischen Weltbeschreibung
In diesem Abschnitt erläutert Humboldt seine Herangehensweise an das Thema einer physischen Weltbeschreibung. Er begründet die Abgrenzung in einen tellurischen und einen uranologischen Teil. Dabei entfaltet er diese beiden Begriffe, indem er die jeweilig zugehörigen Wissenschaftsdisziplinen nennt und diese in den Zusammenhang seiner Weltbeschreibung stellt. Er bemerkt, dass sich die Begriffe und Umfangsdefinitionen der einzelnen Teilgebiete im Lauf der Jahrhunderte oder im Rahmen unterschiedlicher nationaler Betrachtungen wandelten und wandeln. So sei zum Beispiel in der englischen Sprache der Begriff der Physik kaum von dem der Arzneikunde zu trennen.
Somit ist für ihn eine umfangreiche und präzise definierte Nomenklatur von besonderer Bedeutung.
Ein weiterer wichtiger, von Humboldt ausführlich erläuterter Begriff ist der der Abstraktion. Er nennt zwei Grundformen, nämlich die quantitative Verhältnisbestimmung und die qualitative, stoffliche Beschreibung. Auch hier wird deutlich, dass Humboldt die Sprache der Mathematik sehr hoch schätzte. Als Beispiel für den Themenkreis der qualitativen Beschreibungen nennt er Beispiele aus dem Bereich der Chemie, die als Wissenschaft im 18. und 19. Jahrhundert eine große Bedeutung hatte.
Abschließend geht er auf die Bedeutung der Geschichte für die Erkenntnis der Natur ein. Er toleriert auch irrige Gedanken zu Themen der Natur, die in der Vergangenheit und Gegenwart publiziert wurden, als einen „überreichen Schatz empirischer Anschauungen“. In diesem Zusammenhang geht er auf den nach seiner Ansicht nur scheinbaren Gegensatz von Philosophie und empirischer Anschauung ein, indem er betont, dass nur die Verknüpfung dieser beider Disziplinen die edlen Anlagen des Menschen fördert und ihm die Erkenntnis des Kausalzusammenhang des Ganzen ermöglicht.

### Naturgemälde
Dieser rund 300 Seiten umfassende Hauptabschnitt des ersten Kosmos-Bandes gliedert sich gemäß der Humboldtschen Systematik beginnend mit Beschreibungen der äußersten Weltenräume bis hinab zu Details der irdischen Flora und Fauna auf. Die Hauptabschnitte folgen dabei der Einteilung in einen uranologischen und in einen tellurischen Teil und soll hier ohne weitere Interpretationen gemäß Humboldts Gliederung wiedergegeben werden:

#### Uranologischer Teil des Kosmos
Inhalt der Welträume: – Vielgestaltete Nebelflecke, planetarische Nebel und Nebelsterne, Vermutungen über die räumliche Anordnung des Weltgebäudes, Doppelsterne, Unser Sonnensystem, Kometen, Kreisende Aërolithen (Meteorsteine, Feuerkugeln, Sternschnuppen). – Milchstraße der Sterne. – Begebenheiten im Weltraum; Auflodern neuer Sterne. – Fortpflanzung des Lichtes.

#### Tellurischer Teil des Kosmos
Gestalt der Erde: – Lebenstätigkeiten des Erdkörpers nach außen. Erdbeben. – Salsen und Schlammvulkane. – Feuerspeiende Berge. Erhebungskrater. Verteilung der Vulkane auf der Erde. – Geognostische Klassifikation der Gebirgsmassen in vier Gruppen. – Fauna und Flora der Vorwelt. – Räumliche Verteilung der Kontinente und der Meere bestimmt. – Meer. Ebbe und Flut. Strömungen und ihre Folgen. – Atmosphäre. Chemische Zusammensetzung. Schwankungen der Dichtigkeit. – Gesetz der Windrichtung. Mittlere Wärme. Aufzählung der temperatur-erhöhenden und temperatur-vermindernden Ursachen. Continental- und Insel-Klima. Ost- und Westküsten. – Ursache der Krümmung der Isothermen. – Grenze des ewigen Schnees. – Elektrizität des Luftkreises. Wolkengestalt. – Scheidung des anorganischen Erdenlebens von der Geographie des Organisch-Lebendigen. – Physische Abstufungen des Menschengeschlechts.